# Bahnhof Chūō-Maebashi
Der Bahnhof Chūō-Maebashi (jap. 中央前橋駅 Chūō-Maebashi-eki) ist ein Bahnhof auf der japanischen Insel Honshū. Er wird von der Bahngesellschaft Jōmō Denki Tetsudō betrieben und befindet sich in der Präfektur Gunma auf dem Gebiet der Stadt Maebashi.

## Verbindungen
Chūō-Maebashi ist die westliche Endstation der 25,4 km langen Jōmō-Linie der lokalen Bahngesellschaft Jōmō Denki Tetsudō. Sie verbindet das Zentrum der Präfekturhauptstadt Maebashi mit den Gemeinden am Südfuß des Vulkans Akagi und endet im Bahnhof Nishi-Kiryū in der östlich gelegenen Stadt Kiryū. Nahverkehrszüge mit Halt an allen Zwischenstationen fahren tagsüber in einem festen Halbstundentakt. Dieser wird während der morgendlichen Hauptverkehrszeit auf etwa 20 Minuten verdichtet.

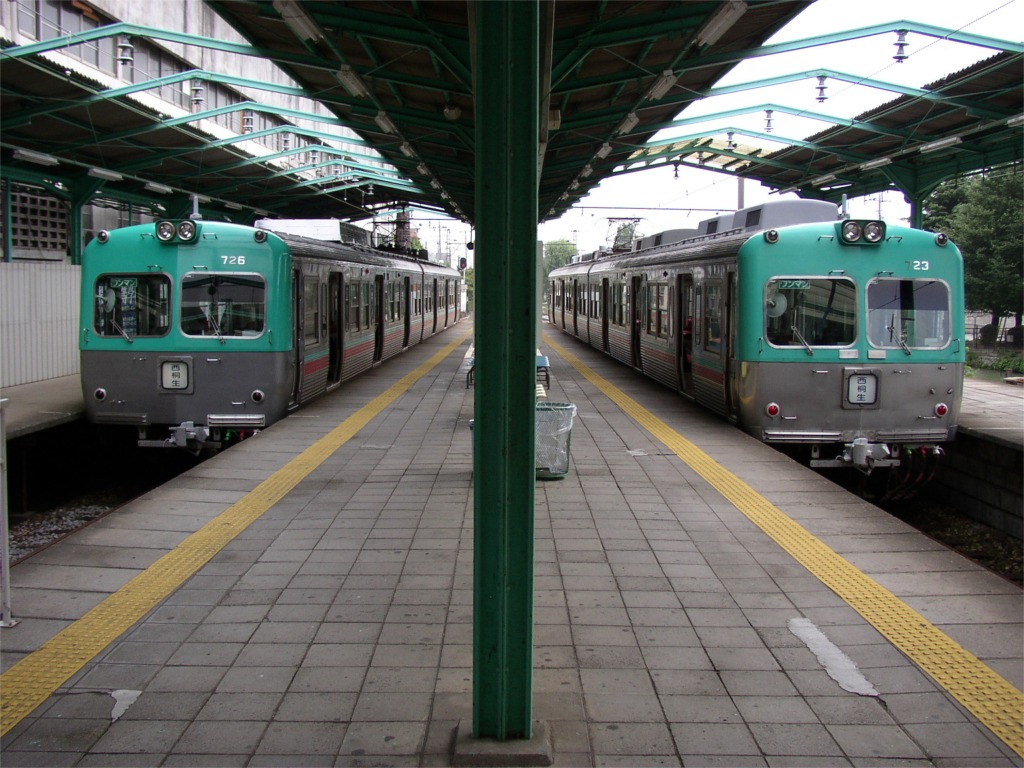
Bahnhofshalle

Auf dem Bahnhofsvorplatz halten mehrere Buslinien der Gesellschaften Nippon Chūō Bus und My Bus. Unter anderem fährt ein Shuttlebus zum Bahnhof Maebashi an der Ryōmō-Linie, der etwas mehr als ein Kilometer südlich liegt. 

## Anlage
Der Bahnhof steht unmittelbar im Stadtzentrum am Nordufer des kanalisierten Flusses Hirose. In der näheren Umgebung befinden sich zahlreiche Hotels, Geschäfte und öffentliche Einrichtungen. Die von Südosten nach Nordwesten ausgerichtete Anlage ist ein aus drei Gleisen bestehender Kopfbahnhof, der von einer Bahnhofshalle zusammengefasst wird. Darin befinden sich zwei Mittelbahnsteige und ein Seitenbahnsteig. Der Zugang erfolgt vom gläsernen Empfangsgebäude aus über einen Querbahnsteig.
Im Fiskaljahr 2019 nutzten täglich durchschnittlich 1631 Fahrgäste den Bahnhof.

## Geschichte
Die Bahngesellschaft Jōmō Denki Tetsudō eröffnete am 10. November 1928 die Jōmō-Linie auf ihrer gesamten Länge bis nach Nishi-Kiryū. Ein Brand, verursacht durch den amerikanischen Luftangriff auf Maebashi am 5. August 1945, zerstörte das ursprüngliche Empfangsgebäude vollständig. Daraufhin konnte der Betrieb in einem eiligst errichteten Provisorium wiederaufgenommen werden. Ein Vierteljahrhundert später entstand ein dauerhaftes Bauwerk namens Jōden Plaza, das am 19. November 1971 den Betrieb aufnahm. Neben den Bahnanlagen enthielt es auch eine Bowlinghalle; später war darin ein Pachinko-Salon eingemietet. Das Gebäude wurde 1999 abgerissen und durch einen gläsernen Neubau ersetzt; die Eröffnung erfolgte am 27. Dezember 2000.